# Barril

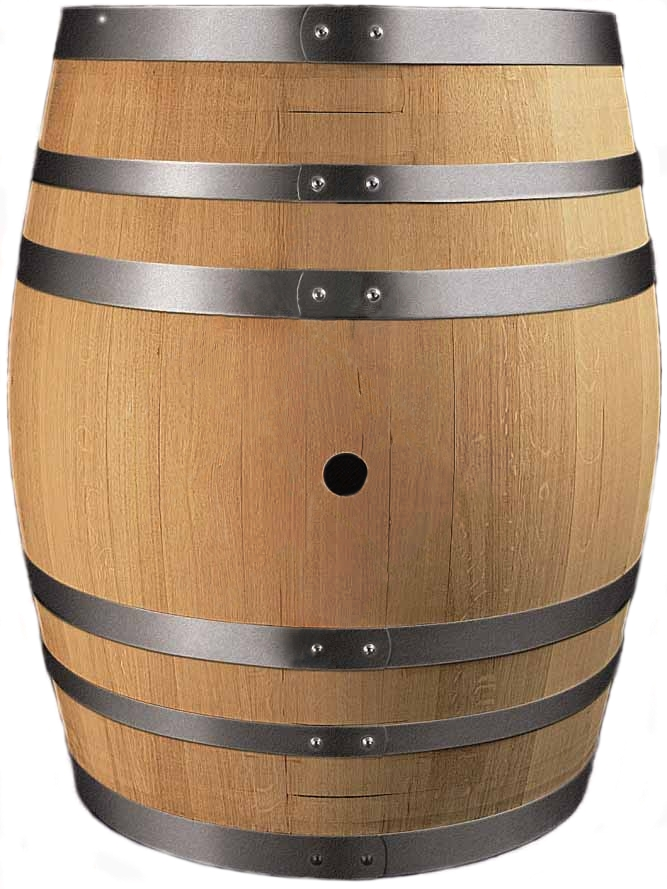
Barril de madera.

Un barril de madera, también llamado barrica, cuba, tonel, candiota o pipa es un recipiente cilíndrico fabricado en madera que sirve como medio de almacenamiento de elementos líquidos o sólidos.

## Estructura y usos

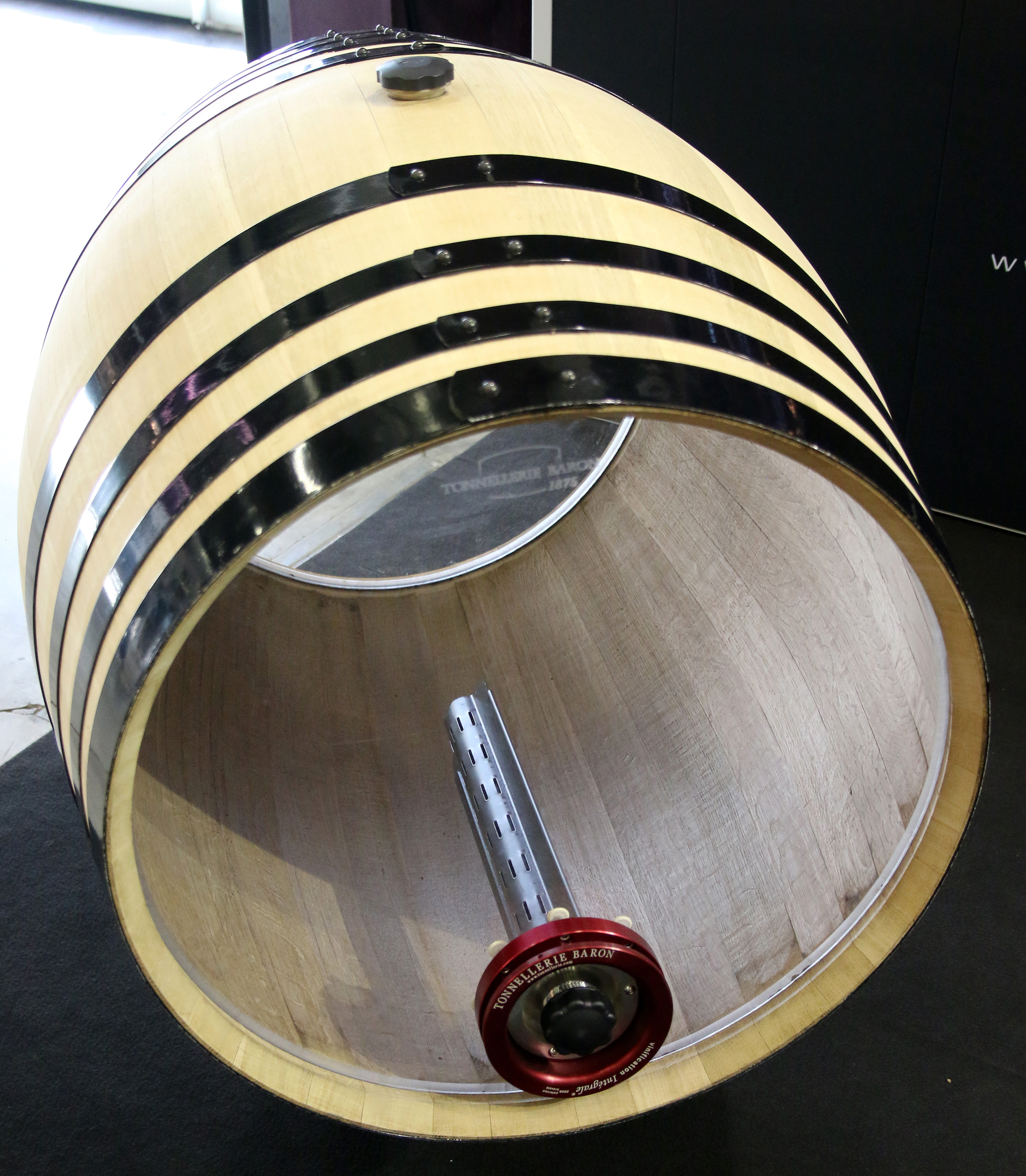
Moderna barrica de vinificación

La estructura del barril o barrica de madera está formada por duelas, piezas de madera con ahormadas para conseguir el perfil cóncavo del tonel, sujetas por aros anchos de metal o "zunchos", y cerradas con tapas planas, también de madera, llamados "fondos". Su uso tradicional desde la Antigüedad ha sido el almacenaje y conservación de líquidos como el agua, vino, whisky, cerveza y demás procesos de destilación de diversos cereales fermentados, o de granos, harinas, frutas, y otros alimentos de muy diverso tiempo de maduración y durabilidad. Quizá el uso más frecuente y conservado lo constituyen las barricas o toneles para elaborar y mejorar vinos (en especial los productos de la vid). A veces un barril tiene varios usos secuenciales distintos. Por ejemplo, los barriles de Jerez suelen usarse para el blended del whisky.

## Materiales de fabricación
Además del tradicional barril de madera —y siempre en función de su tipología y uso—, distintas industrias han adoptado recipientes y contenedores fabricados en diversos materiales y relacionados con la morfología polivalente del tambor industrial, entre ellos:
| - Metales: - Lámina de acero - Tapa amovible - Cónicos - De 2 tapones - Aluminio - Acero inoxidable | - Plásticos: - Polietileno (PE-HD) - Tapa amovible - De 2 tapones |

## Tipología
|  |  |  |

## En la geometría
Se puede considerar como el sólido generado por un arco circunferencial o parabólico, parece un cilindro abultado. Tiene simetría axial respecto al eje que conecta los centros de los círculos bases, luego simetría especular(respecto a un plano) respecto a cualquier plano que contiene a su eje. Las secciones perpendiculares al eje de rotación son círculos: cuyo máximo diámetro es D y el mínimo es d, la altura h es la distancia entre las bases; se tiene, aproximadamente, los volúmenes:
1. Para el tonel circunferencial V= 0,262h(2D2+d2) o esta otra fórmula V= 0,0873h(2D+d)2
2. Para el tonel parabólico V = (πh:15)(2D2+Dd+0.75d2)[4]

## En la literatura
De entre los numerosos ejemplos, puede recordarse quizá el estremecedor relato de Edgar Allan Poe titulado precisamente El barril de amontillado («The Cask of Amontillado»).

## En el arte

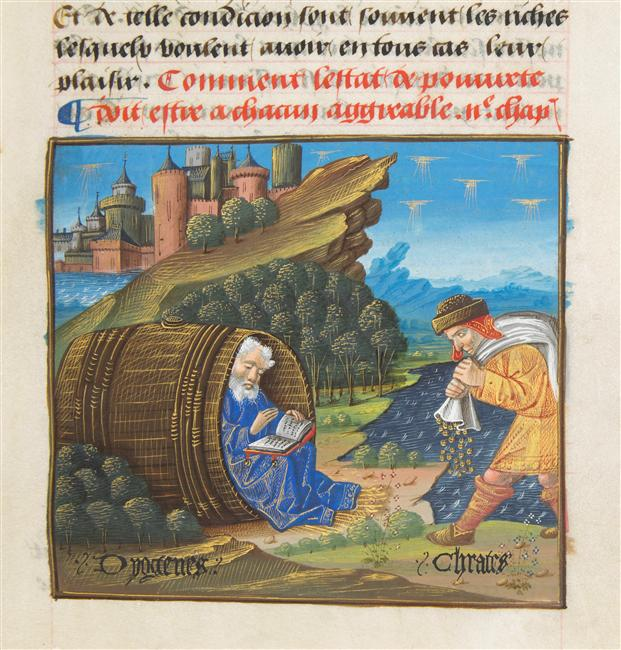
Crates visita a Diógenes, en el «Livre des bonnes mœurs de Jacques Legrand» (1490), Jacobus Magnus

Aunque en su origen fue con toda probabilidad una tinaja de barro lo que el filósofo Diógenes de Sinope eligió para vivir en las calles de Atenas, en la historia del arte la iconografía fue evolucionando y la tinaja mediterránea de barro se convirtió en barril de madera, más presente en la artesanía septentrional.